# Фердинанд Савойский, герцог Генуэзский
Фердинанд Савойский (итал. Ferdinando Maria Alberto Amedeo Filiberto Vincenzo; 15 ноября 1822, Флоренция — 10 февраля 1855, Турин) — герцог Генуэзский (с 1831 года), итальянский военачальник. Второй сын короля Сардинского королевства Карла Альберта и его жены Марии Терезы Тосканской.

## Биография
При восхождении отца на трон в 1831 году, Фердинанд получил титул герцога Генуэзского.
С революцией в Сицилии стал кандидатом на трон (предложение короны было ему доставлено после Революции 1848—1849 годов в Неаполитанском королевстве, членом временного правительства Франческо Феррарой. После поражения в Австро-итальянской войне отказался от этого предложения.
8 октября 1845 года был награждён орденом Св. Андрея Первозванного.

## Семья
В апреле 1850 года в Дрездене Фердинанд женился на принцессе Елизавете Саксонской (1830—1912), дочери короля Иоганна. Дети:
- Маргарита (1851—1926), супруга короля Италии Умберто I;
- Томмазо (1854—1931), герцог Генуэзский.